# Neotamias bulleri
Neotamias bulleri — вид гризунів родини Sciuridae. Він є ендеміком Мексики. Вид зустрічається в районах з досить сухим кліматом; його можна знайти на верхніх схилах гір, переважно вкритих лісом із сосни (Pinus) та дуба (Quercus) з розсіяної ялиці (Abies religiosa). На нижчих рівнях у верхній Сонорській зоні домінують дуби, багато чагарників (включаючи манзаніту, Arctostaphylos pungens), кілька видів гірського махагоні (Cercocarpus) та Ceanothus. Цей вид спостерігали за тим, як він збирав дрібні квіти дуба та їв насіння ялівцю, а один вид жував молоді пагони на кінчику гілки сосни.

## Характеристики
N. bulleri досягають середньої довжини голови й тулуба приблизно від 13,0 до 13,5 сантиметрів, а хвоста – приблизно від 8,4 до 10,4 сантиметрів. Вага тварин від 66 до 105 грамів. Основне забарвлення тварин – коричнево-жовте, на спині є – як це типово для виду – кілька темних спинних смуг, розділених світлішими смугами та відмежованих від боків тіла. Є чотири світлі та п'ять темних смуг, причому середня з темних смуг темніша та коричневіша за зовнішні. Зовнішні смуги також значно коротші. Внутрішня сторона вух іржаво-червона.